# Canal Magdalena (Magellanstraße)
Der Canal Magdalena ist eine Meerenge im Süden Chiles. Er zweigt südlich von der Magellanstraße ab und trennt die westlich gelegene Isla Cap Aracena von Feuerland ab. Nach einer Richtungsänderung nach Westen geht der Canal Magdalena in den Canal Cockburn über.

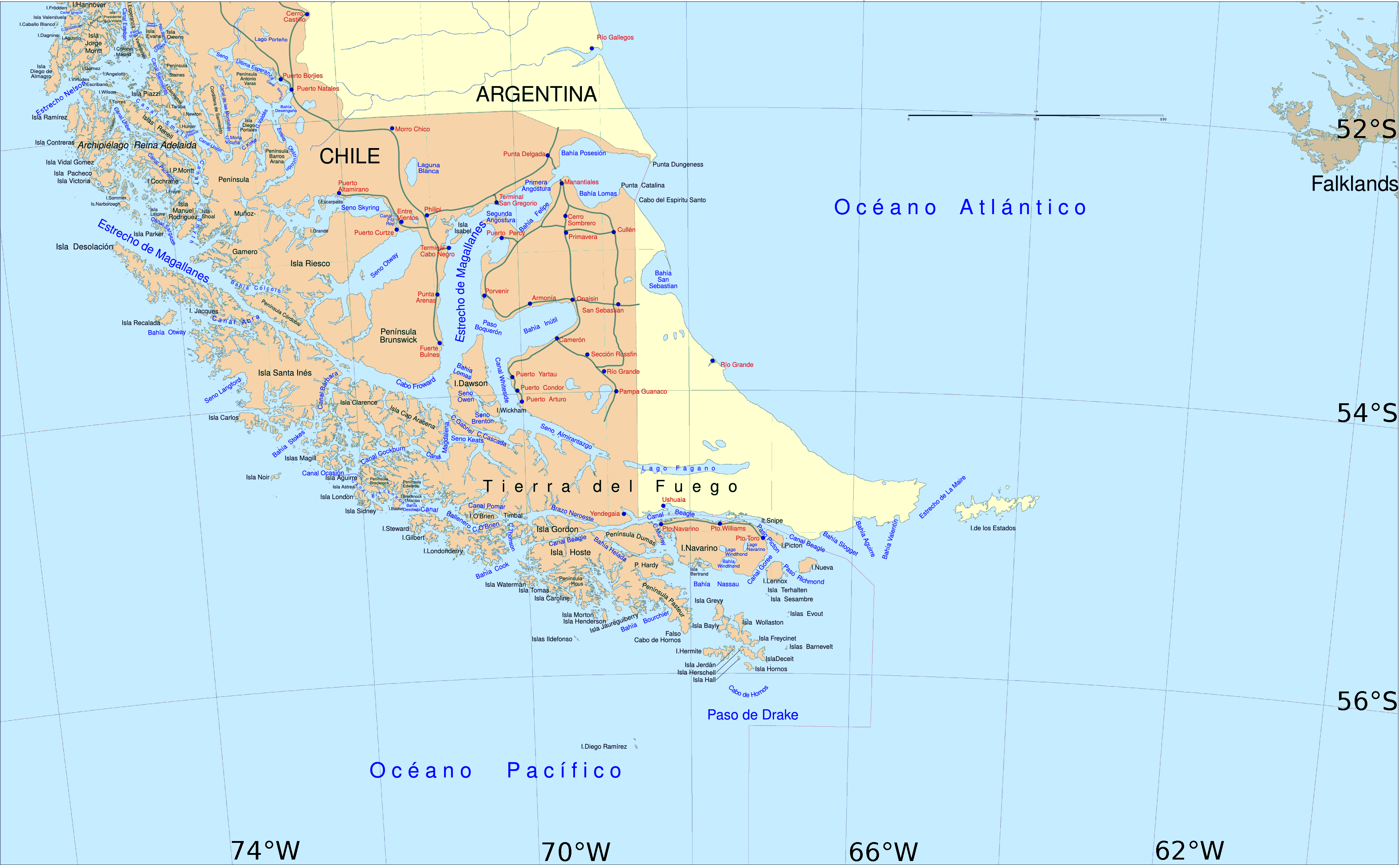
Der Süden Patagoniens und der durch die Magellanstraße abgetrennte Archipel